# Felipe Hirsch
Felipe Hirsch (Rio de Janeiro, 1972) é diretor de teatro e cinema.

## Carreira
Felipe Hirsch (Rio de Janeiro, 1972) Diretor de cinema e teatro, Felipe Hirsch é um dos fundadores da “Sutil Companhia”, onde iniciou suas experimentações cênicas. Durante este período, estabeleceu uma parceria influente de longa data com a multiartista Daniela Thomas, e recebeu mais de 100 prêmios e indicações na América Latina. Felipe trabalhou com grandes atores como Fernanda Montenegro, Paulo Autran, Paulo José, Alfredo Castro, Daniel Hendler e Wagner Moura, entre outros. No ano de 2006, Felipe Hirsch foi eleito, pelo jornal O Globo, como um dos 100 geniais brasileiros - uma lista dos pensadores mais influentes do país. Em 2008, ganhou o Grammy por seu trabalho como diretor do espetáculo “Homenagem a Tom Jobim” com os prestigiados cantores Caetano Veloso e Roberto Carlos. No ano seguinte, dirigiu seu primeiro filme, “Insolação”, cuja estreia aconteceu no Festival de Veneza. Em 2013, o diretor lançou “A Menina Sem Qualidades”, minissérie criada para a MTV Brasil, contemplada pela APCA como a melhor direção por Felipe Hirsch e citada em mais de 50 listas de Melhores do Ano nos jornais brasileiros. Ainda em 2013, Felipe Hirsch anuncia a trilogia Puzzle, criada especialmente para a participação brasileira como convidada de honra do Frankfurter Buchmesse e recebida com grande entusiasmo pela imprensa alemã e francesa. Em 2016, Felipe Hirsch estende seu trabalho para a América Latina e estreia as peças “A Tragédia e Comédia Latino-Americana” viajando pela Alemanha, França, Portugal, Chile e Brasil. No mesmo ano, dirigiu “Severina”, seu segundo longa-metragem, que estreou no Festival de Locarno e em 15 outros festivais de cinema ao redor do mundo. Devido à importância à relevância de seu trabalho, as obras de impacto criadas por Felipe Hirsch são estudadas por muitas teses de doutorado da Universidade de São Paulo. Nesse sentido, Felipe foi convidado pela Sorbonne Paris 3 para dar uma conferência, onde discutiu seus projetos envolvendo literatura latino- americana no cinema e no teatro. Para o próximo ano, suas peças mais recentes (Selvageria, Democracia e FIM) serão exibidas em Frankfurt, Tbilisi, Buenos Aires e capitais do Brasil. Sua montagem da ópera Orphée de Phiilip Glass e Jean Cocteau, produzida para o Theatro Municipal do Rio, faz parte da temporada de 2022 no Centro Cultural Belém, em Lisboa. Ainda neste ano, Felipe Hirsch desenvolveu o projeto Língua Brasileira com Tom Zé. Também dirigiu 2022 para a HBO Max, um show com participações de Chico Buarque e Caetano Veloso entre outros.

## SUTIL COMPANHIA (1993-2012)
Com 30 espetáculos e quase duas centenas de prêmios e indicações na bagagem, a Sutil Companhia de Teatro desenvolveu seu trabalho de criação e pesquisa com o apoio de uma equipe de colaboradores, que incluia a cenógrafa Daniela Thomas, o iluminador Beto Bruel, a figurinista Veronica Julian, os músicos Rodrigo Barros Homem Del Rei e L. A. Ferreira, o co-diretor Murilo Hauser e um grupo de atores – no qual figuram, entre os mais constantes, Leonardo Medeiros, Maureen Miranda, além de Guilherme Weber e Erica Migon, que integraram o núcleo central da companhia.
Entre os espetáculos mais emblemáticos da trajetória da companhia, estão a peça de câmara Não Sobre o Amor, de 2008 (Prêmio Bravo! de Melhor Espetáculo do Ano); O Castelo do Barba Azul de Bela Bartok (destaque na temporada de 2008 do Theatro Municipal de São Paulo, descrito pelo jornal Folha de S. Paulo como a reinvenção da encenação de óperas no Brasil); Pterodátilos, com Marco Nanini e Mariana Lima (Produzido pela Pequena Central, 30 prêmios, 9 indicações para o Prêmio APTR e vencedor de 3 Prêmios Shell); Educação Sentimental do Vampiro, inspirado na obra de Dalton Trevisan, que rendeu a Guilherme Weber o APCA 2007 de Melhor Ator; Avenida Dropsie, recriação cênica das graphic novels de Will Eisner (4 indicações para o prêmio Shell); Temporada de Gripe, de Will Eno (Prêmio George Oppenheimer 2004 NYC); A Morte de um Caixeiro Viajante, de Arthur Miller, com Marco Nanini e Juliana Carneiro da Cunha (Produzido pela Pequena Central, Prêmio APCA de Melhor Espetáculo 2003); Os Solitários, de Nick Silver (Produzido pela Pequena Central, Prêmio APCA de Melhor Espetáculo 2002); A Memória da Água (Prêmio Governador do Estado do Rio de Janeiro de Melhor Direção 2001); A Vida é Cheia de Som & Fúria (Prêmio Shell de Melhor Direção 2000, eleita pela Revista Bravo uma das dez peças mais importantes da década); e Estou Te Escrevendo de um País Distante, que motivou a tese de doutorado defendida por Célia Arns de Miranda na Universidade de São Paulo; além de outros premiados espetáculos, grandes sucessos de público e crítica. A última obra da Sutil Companhia tinha 300 minutos e foi batizada "O Livro de Ítens do Paciente Estevão" (duas indicações ao Shell, direção para Felipe Hirsch e Melhor Ator para Leonardo Medeiros).
A Sutil Companhia realizou temporadas de sucesso nos melhores teatros Brasileiros, nas principais cidades do país. Além das temporadas, seus integrantes cumpriram uma longa jornada de palestras, debates e apresentações nas maiores entidades fomentadoras de cultura como o Sesc, Sesi, Itaú Cultural, Centro Cultural São Paulo, Centro Cultural Banco do Brasil, etc. Seus trabalhos foram amplamente divulgado pela imprensa, seus espetáculos escolhidos regularmente como os melhores do ano pelos jornais Folha de S. Paulo, O Estado de S. Paulo, O Globo, Jornal do Brasil e pelas revistas Veja, Isto é, Época e Bravo, por exemplo. Em 2003 fundaram a TAO Produções, responsável pelas produções da companhia.
"...trata-se, portanto, de um conjunto organizadíssimo, capaz de manter peças em repertórios, equipe artística e técnica constantes e, como se isso não fosse pouco, produzir reflexões escritas sobre suas criações (...) essa disciplina na produção e na divulgação do trabalho explica, em parte, a projeção nacional do grupo originário de Curitiba. Não explica inteiramente porque é preciso considerar, alem da inegável qualidade do trabalho, um núcleo de significado que se mantém centrando as soluções estéticas do grupo. É um grupo que vem trazendo para o palco, em diferentes perspectivas, o tema dos movimentos anímicos sob a superfície concreta da vida contemporânea (...) a solidez da organização, o tratamento racional dos temas das peças e do domínio da tecnologia da cena parecem fazer parte da significação do trabalho. São talvez essenciais para um grupo que se ocupa da fluidez, da escassa e da abertura para o imponderável da matéria psíquica (...) provam, uma vez mais, que se trata de um grupo empenhado no enfrentamento dos desafios intelectuais da renovação cênica. Tudo é bem-feito, sério, refletido. Felipe Hirsch , responsável pela direção, não contorna obstáculos..." (Mariângela Alves de Lima, O Estado de S. Paulo)
A pesquisadora da USP Silvia Fernandes acrescentou na Revista Bravo!: "(...) É a súmula do teatro contemporâneo, transforma a cena em campo de pesquisa capaz de combinar exatas adaptações literárias à mais radical experimentação com a imagem."

## ULTRALÍRICOS (2013)
Em 2013, o coletivo Ultralíricos anuncia o projeto Puzzle (a); (b); (c), especialmente criado para a participação brasileira como Convidado de Honra da Frankfurter Buchmesse. Um dos principais jornais da Alemanha e da Europa, o Frankfurter Allgemeine Zeitung, classifica a obra como um “tríptico fulminante (...) finalmente uma maratona teatral extremamente estimulante”. José Miguel Wisnik no jornal O Globo afirma que “(...) Puzzle, sobre textos de vários escritores contemporâneos brasileiros, é sensacional. Uma sucessão de ideias que vão se articulando de maneira surpreendente, com momentos inesquecíveis (...)”. Danilo Santos de Miranda, Diretor Geral do Sesc São Paulo, lembra o “estrondoso êxito de Puzzle em Frankfurt”, e diz ser “(...) imperdível essa mostra da complexa identidade brasileira, sem nenhum clichê, criada pela brilhante cabeça de Hirsch e suas adaptações literárias”.
Em 2014, Felipe Hirsch e os Ultralíricos criam a parte (d) do projeto para a abertura do Festival Íbero Americano, Mirada. A temporada em São Paulo estreia na sexta-feira 13 de carnaval de 2015 e se transforma rapidamente em um dos maiores sucessos do projeto, com plateias lotadas e críticas arrebatadoras como a de Jefferson Del Rios no jornal O Estado de S. Paulo: “Uma maratona verbal de alto nível, inteligente, pleno de força literária e cênica, Puzzle (d) é um espetáculo com um elenco excepcional a criar polêmica e diversão. Lembra o Café Voltaire, de Zurique, onde se reuniam os dadaístas, e parece chegar a Cataguazes, Minas Gerais, onde viveu Rosário Fusco, o insolente e esquecido romancista de O Agressor, que Orson Welles pensou em filmar (...) o Brasil, o continente e o mundo são passados a limpo e a sujo. Desfilam diante do público o nosso ufanismo oficial, delirante e alienado, comércio religioso, manifestos estéticos, o isolamento do idioma português na América Latina (...), estes temas todos estão no palco em palavras, músicas e um humor cético. Puzzle é assim, uma maratona verbal de alto nível com a surpresa de convidados especiais a cada dia. Uma brilhante anarquia-protesto artístico”. O Jornal O Globo escreveu: “O quebra-cabeça lítero-teatral proposto pelo diretor Felipe Hirsch e que provocou estrondo na Feira do Livro de Frankfurt, no ano em que o Brasil foi o país homenageado, mergulha no caos humano e social do país através de algumas de suas feridas abertas, com desconcertante ironia e brilhante seleção de textos. Demolidor, vibrante, transgressor!”. O jornal francês Le Monde também rasga elogios em uma página inteira dedicada a Puzzle (d): “Aqui está a porta para a jovem e rica literatura brasileira. Talvez seja aqui neste teatro da louca metrópole paulistana, centro intelectual tão criticado como querido, que o país tenta mostrar o caminho. A literatura brasileira se inspira com prazer no cotidiano do país, nos percursos de seus habitantes, ricos ou pobres, sãos ou loucos. Uma sociedade jovem, apressada, pronta para tudo. Como um quebra-cabeça”.
Em 2015, o coletivo anuncia A Tragédia e Comédia Latino-Americana, projeto dividido em duas partes, que estreia no Sesc Consolação no início do ano seguinte. O trabalho estende a pesquisa literária por todo continente latino-americano, e viaja para Alemanha, Portugal, Chile, além das apresentações históricas no Theatro Municipal do Rio de Janeiro. A peça recebe os prêmios Shell, Bravo! e Governador do Estado de melhor espetáculo do ano, e Felipe Hirsch é convidado para dar uma conferência na Sorbonne Paris 3, sobre seus projetos envolvendo a literatura latino-americana no cinema e no teatro. O Estado de S. Paulo classifica o trabalho do coletivo Ultralíricos como “o projeto teatral mais importante dos últimos anos no Brasil”. João Paulo Cuenca, na Folha de S.Paulo, escreve que o coletivo é “(...) a visão do espírito de sua época, do seu lugar, de uma nova forma de fazer teatro, literatura, arte. (...) Cultos, anárquicos e eternamente subversivos, são como um farol varrendo o escuro do nosso abismo”. Luiz Felipe Reis afirma em O Globo que “(...) é contra os monolitos que o trabalho de Felipe Hirsch se impõe. Brinca de construir e desconstruir o mundo, modelando as muitas ideias que formam seu complexo quebra-cabeça”. Eliane Brum, no El País, define as peças como “extraordinárias” em um longo ensaio, enquanto os jornais na Alemanha se referem ao trabalho como “(...) visualmente deslumbrante, espirituoso, empolgante, e diverso (...) uma monumental obra de arte.”. Leandro Nunes em O Estado de S. Paulo conclui: “(...) Se O Rei da Vela do Oficina encontrou o seu próprio momento, A Tragédia Latino- Americana tem força para acrescentar, na linha histórica, mais uma pedra fundamental ao famigerado histórico da arte no Brasil”.
Selvageria é a terceira parte da Trilogia involuntária. Se as quatro partes de Puzzle, e as duas de A Tragédia e Comédia Latino-Americana foram dedicadas à ficção, Selvageria é a parte documental do projeto. Composta sobre livros históricos e documentos brasileiros recolhidos na biblioteca Guita e Mindlin na USP, e baseada na bibliografia brasileira de Rubem Borba de Moraes, Felipe Hirsch a considera sua obra mais importante. Selvageria é constituída de testemunhos escritos entre o século XVI e XIX. A Folha de S.Paulo descreve o palco “(...) transformado no que parece ser uma enorme ampulheta cujos grãos de areia são sacos de lixo pretos caindo sistematicamente. A história é representada como uma montanha de entulho, barbárie e escombros. (...) São momentos em que se constitui de fato a imagem de um país alicerçado na escravidão e na supressão do outro. Essa selvageria que lastreia quem somos”. O espetáculo é indicado para o prêmio Bravo!, e a revista estampa uma imagem da peça na capa declarando que Selvageria “(...) é o espetáculo mais contundente da obra recente de Felipe Hirsch”. André Gravatá, no UOL, reitera que “Selvageria é mais do que uma obra de teatro, é na verdade um chamado para nos espantarmos com o rastro de insanidade que nos trouxe até o presente”.
Em 2019, Felipe Hirsch e o coletivo Ultralíricos estreiam FIM, escrito por Rafael Spregelburd, que havia trabalhado com Hirsch no espetáculo Antes que a definitiva noite se espalhe em Latinoamerica. Jean Claude Bernardet escreveu sobre FIM: “(...) dizer que é deslumbrante é pouco. É um espetáculo magnífico, extraordinário. São fogos de artifício de inteligência, com um elenco fantástico. É brilhante, é brilhante! (...)”. Luiz Carlos Merten afirmou que “(...) sem câmera no palco, FIM é cinema. A implosão de uma utopia chamada Brasil. A terra em transe. Foi como ter encontrado Glauber naquele palco”. Já Marcio Aquiles reafirmou as críticas sempre positivas dizendo que “(...) Fim é uma joia rara. De uma radicalidade acirrante, o espetáculo é um deslumbre sensorial, tem punch, é uma mistura de rock n’ roll com ópera. Sublime, provoca um estado de êxtase e arrebatamento que somente uma excepcional performance ao vivo pode alcançar. Imprescindível para quem quiser presenciar um evento estonteante, do mais alto nível artístico.” A Veja São Paulo fez coro aos outros veículos: “(...) FIM é capaz de mostrar que, em tempos repletos de obstáculos, a arte busca incansavelmente a possibilidade de salvação”. E o Estado de São Paulo completou: “(...) o palco de Fim transforma-se em um angustiante inferno dantesco, suspenso no tempo. Ao implodir o ideal, o sentido democrático da luta política, o espetáculo derrama seu copo de fúria no Brasil que existe no interior de cada brasileiro”. Amilton Azevedo disse “FIM, o espetáculo de Hirsch e seus Ultralíricos é potente em todas as suas camadas”. Macken Luiz escreveu: “(...) FIM é um quarteto de entrechoques, culminando com um ruidosa performance cética-demolidora, um desabafo-manifesto, um corte sem suturas”.
Em 2022, o coletivo Ultralíricos estreia no palco do Sesc Anchieta o musical Língua Brasileira, desenvolvido em parceria com Tom Zé. Este espetáculo é a quarta parte de uma Tetralogia involuntária. A partir da música “Língua Brasileira” de Tom Zé, nasceu a colaboração entre o compositor, Felipe Hirsch e o coletivo Ultralíricos. Desse trabalho conjunto surge uma apaixonada epopéia dos povos que formaram a língua que falamos: seus mitos e cosmogonias, passando pelas remotas origens ibéricas, por romanos, bárbaros e árabes, pela África e América Nativa. Língua Brasileira é um passeio pelo inconsciente do Português Brasileiro, suas graças e tragédias, seu “esplendor e sepultura”. A Folha de S.Paulo afirma que: “(...) Língua Brasileira trabalha antropofagicamente, reunindo não só textos, mas música e movimento, para formar um painel ativo da história passada e, por que não, também da história futura desse Brasil agora tão adoecido pelos ensaios totalitários sob os quais temos vivido”. Já o Estado de S. Paulo publica: “(...) Misto de encarnação, exorcismo e teatro, Língua Brasileira tem Glauber ali: tem o entendimento da formação do Brasil como um épico, entre John Ford e Eisenstein. Tem a celebração do multiplicismo simbólico das raças. Tem a centelha do distanciamento brechtiano disfarçado em alegorias contagiantes. (...) O que Hirsch, seus Ultralíricos e Tom Zé fazem é uma Sapucaí do verbo. A serpentina está na semiótica de langue e parole de cada signo. É uma autopsia em corpo vivo de nossa nação. É uma proposição de algo novo, que depende de se olhar pra trás. Um banho de descarrego.” Noemi Jaffe completa: “Numa peça de teatro, estamos habituados a ver atores interpretarem personagens. Em Língua Brasileira, entretanto, o que vemos são atores não exatamente representando, mas sendo palavras, textos, ou ainda uma babel de línguas (...) o espectador-ouvinte- leitor deriva por tempos e espaços, testemunhando o nascimento, o desenvolvimento e a explosão orgástica de uma língua que se presta tanto a oprimir como a libertar”.

## Imprensa
"Hirsch é a cabeça mais fulminante do teatro brasileiro. Gosta
de abismos, mas tem asas"
(Antonio Abujamra no Jornal do Brasil newspaper, Rio de Janeiro)
"O que o diretor consegue fazer no palco tem uma força rara de se ver
e cria uma dramaturgia jovem e potente"
(Folha de S. Paulo newspaper, São Paulo)
"(...) teatro vivo, vigoroso como poucos, foge de convenções para
atingir uma verdade teatral que a faz nova, inesperada."
(Jorge Coli na Folha de S. Paulo newspaper, São Paulo)
"Teatro Fascinante, Hilariante, Comovente, Assustador, Vigoroso,
Inovador e Antológico"
(Folha de S. Paulo newspaper, São Paulo)
"Um oásis de inteligencia e sensibilidade"
(Site IG, São Paulo)
"Genial, o teatro de Hirsch é cinematográfico."
(Bravo! magazine, São Paulo )
"...o público sai transtornado e convencido de que o teatro
pode ser um instrumento de precisão para decifrar o mundo..."
(Folha de S. Paulo, São Paulo )
"Felipe Hirsch é escolhido um dos 100 brasileiros geniais, um dos mais
influentes pensadores do país."
(Jornal O Globo)
"Esbanja sabedoria"
(Estado de São Paulo)
“Cheia de ousadias no trabalho dos atores, da cenografia e da
iluminação, para não falar da trilha sonora. Memorável. (...)
Experimental e popular ao mesmo tempo, mas sem moralismo nem
pedantismo”, definiu Daniel Piza em O Estado de S. Paulo.
'Obra-prima, nocaute para atordoar o espectador."
(Marcelo Rubens Paiva, O Estado de S. Paulo)
"(...) Atinge um nível altíssimo. Teatro brilhante, excepcionalmente
ágil e comunicativo" (Bárbara Heliodora, O Globo)
“Reinventa todos os conceitos do teatro”
(Folha de S. Paulo)
“As montagens mais inteligentes do teatro brasileiro recente”
(Revista Bravo!)

## Obras
2024 Fantasmagoria Nº4 - Sesc Consolação
2022 - Nossa Pátria Está Onde Somos Amados (Doc dirigido por Felipe Hirsch com Produção do Sesc SP, Museu da Língua Portuguesa e Café Royal)
2022 - Língua Brasileira, a ocupação do Museu da Língua Portuguesa (Produção Museu da Língua Portuguesa)
2022 - Língua Brasileira, o disco (Criado por Tom Zé, direção artística Felipe Hirsch com Produção do Sesc SP)
2022 - 2022 (especial para HBO Max, com Monique Gardenberg, produção Dueto)
2022 - Língua Brasileira (Criada por Felipe Hirsch e Ultralíricos com Produção do Sesc SP)
2022 - Orphée (de Philip Glass e Jean Cocteau - Produção Centro Cultural Belém - Portugal)
2021 - Ventre (Roteiro para Globofilmes com Itamar Vieira Junior)
2021 - Alma (Roteiro para RT Features, com Itamar Vieira Junior)
2021 - Fantasmagoria n°3 - Audiodrama CCBB BSB (Com Os Fita)
2021 - Fantasmagoria n°2 - Theatro São Pedro
2021 - Fantasmagoria n°1 - Theatro Municipal de São Paulo (direção com Daniela Thomas)
2021 -  Primavera nos Dentes (Roteiro Felipe Hirsch, Produção O2, Realização Globoplay)
2020 - Brasiliana Sesc 1 a 15 (Idealizada por Felipe Hirsch com Produção do Sesc SP) - Cancelada Pandemia
2019 - Orphée (de Philip Glass e Jean Cocteau - Produção Theatro Municipal do Rio de Janeiro)
2019 - FIM (American TV, Produção PBS)
2019 - Lazarus (de David Bowie - Produção Dueto)
2019 - O Conto da Ilha Desconhecida (com Lima Duarte, Produção Sesc)
2019 - Dogma (Festival de Música - Produção Dueto)
2019 - FIM (Criada por Felipe Hirsch e Ultralíricos com Produção do Sesc SP)
2019 - Antes que a definitiva noite se espalhe em Latino America (Produção Quintal e Oi Futuro)
2018 - Fernanda e Hilda (Produção Flip)
2018 - Palavras Permanecem (de Renata Druck, com Felipe Hirsch e Mariana Lima, Produção Big Bonsai)
2018 - Arthur de Faria e Ultralíricos Arkestra (Produção Sesc Ipiranga)
2018 - Democracia (Produção Santiago a Mil e MITsp)
2018 - Bossa Nova (roteiro minissérie para Globo)
2018 - Dia do Juízo (roteiro para Alice Braga sobre Rosário Fusco)
2017 - Selvageria (Criada por Felipe Hirsch e Ultralíricos com Produção do Sesc SP e USP)
2017 - A Tragédia e a Comédia Latino Americana (Produção Tempo e Theatro Municipal do Rio de Janeiro)
2017 - Severina (Longa Metragem Estreia Locarno Film Festival - Produção RT Features e Oriental Features)
2017 - Hora H 2017 - (Produção Espaço Haroldo de Campos Casa das Rosas)
2017 - Lima Barreto, Triste Visionário - Uma Aula Ilustrada (Produção Flip)
2017 - Cidadão Instigado (Produção Cidadão Instigado)
2016 - Hora H 2016 - (Produção Espaço Haroldo de Campos Casa das Rosas)
2016 - A Comédia Latino Americana (Criada por Felipe Hirsch e Ultralíricos com Produção do Sesc SP)
2016 - A Tragédia Latino Americana (Criada por Felipe Hirsch e Ultralíricos com Produção do Sesc SP)
2015 - Meu Amor Platônico (Passado Perfeito, Presente Perfeito, Futuro Perfeito) (Minissérie TV Globo - Produção TV Globo)
2014 - Puzzle (d)  (Criada por Felipe Hirsch e Ultralíricos com Produção do Sesc SP)
2013 - Puzzle (a); (b); (c) (Criada por Felipe Hirsch e Ultralíricos com Produção da Funarte/MinC e Sesc SP)
2013 - A Menina Sem Qualidades (Minissérie TV - Produção MTV)
2012 - Uma Tragédia Florentina (Ópera - Produção Theatro Municipal de São Paulo - TMSP)
2012 - Violanta (Ópera - Produção Theatro Municipal de São Paulo - TMSP)
2012 - O Livro de Itens do Paciente Estevão (Produção Sutil Companhia)
2012 - Tributo ao Legião Urbana com Dado Villa Lobos, Marcelo Bonfá e Wagner Moura (Produção MTV)
2011 - Beijo AA Força (banda convidada: Defalla) (Produção Sesc SP)
2011 - Trilhas Sonoras de Amor Perdidas (Produção Sutil Companhia/Festival de Teatro de Curitiba)
2011 - Rigoletto (Ópera - Produção Theatro Municipal de São Paulo - TMSP)
2010 - Pterodátilos (Produção Pequena Central)
2010 - Cinema (Produção Sutil Companhia/Sesi SP)
2010/2012 - Jornal O Globo (colunista semanal Pop Cult)
2010/2013 - Radiocaos (Rádio - colaborador)
2009 - Insolação (Sunstroke) (Longa Metragem Estreia Venice Film Festival - Produção Nós Outros e Dezenove Produções)
2009 - Viver Sem Tempos Mortos (Produção Trígonos)
2008 - Tributo a Antonio Carlos Jobim com Caetano Veloso e Roberto Carlos (Co-direção com Monique Gardenberg) (Produção Dueto)
2008 - Não Sobre o Amor (Produção Sutil Companhia/CCBB)
2007 - Educação Sentimental do Vampiro (Produção Sutil Companhia/Sesi SP)
2006 - Ultralyrics - Beijo AA Força (Show)
2006 - Ultralyrics - Marcos Prado (Livro - Organizador e Produção/Co-produção e edição Travessa dos Editores)
2006 - O Avarento (Produção Mais Palcos)
2006 - O Castelo do Barba Azul (Ópera - Produção Palácio das Artes/Segunda Produção TMSP/Terceira Produção TMRJ)
2006 - Thom Pain/Lady Grey (Produção Sutil Companhia)
2006 - Quatro Personagens Imaginários (Produção Pequena Central e Prêmio Bravo!)
2006 - Sob Influência (Produção Sutil Companhia/Fundação Cultural de Curitiba)
2005 - Senhoras e Senhores, A Chuva (Leitura)
2005 - Thom Pain/Lady Grey (Leitura)
2005 - Sketchbook (Produção Sutil Companhia/Sesi SP)
2005 - Avenida Dropsie (Produção Sutil Companhia/Sesi SP)
2004 - Don Juan No Inferno (Leitura)
2003 - Temporada de Gripe (Produção Sutil Companhia/Sesi SP)
2003 - A Morte de Um Caixeiro Viajante (Produção Pequena Central)
2003 - Alice (Produção Sutil Companhia)
2002 - Como Eu Aprendi A Dirigir Um Carro (Produção Dueto)
2002 - Prêmio BR de Cinema (Produção Prêmio BR de Cinema e Theatro Municipal do Rio de Janeiro)
2002 - Os Solitários (Produção Pequena Central)
2001 - A Memória da Água (Produção Teatro das Artes)
2001 - Nostalgia (Produção Sutil Companhia/Sesi SP)
2000/2012 - Colaborações para o Jornal O Globo, Jornal do Brasil, Folha de S. Paulo, O Estado de S. Paulo, Revista Bravo! entre outros
2000 - Os Incendiários (Produção Teatro Guaíra)
2000 - A Vida é Cheia de Som & Fúria ((Produção Sutil Companhia/Co-produção Companhia Brasileira)
1999 - Por um Novo Incêndio Romântico (Produção Sutil Companhia)
1998 - Juventude (Produção Sutil Companhia)
1997 - Estou te Escrevendo de um País Distante ((Produção Sutil Companhia/Co-produção Espaço Cênico)
1994 - Trecentina (Produção Fundação Cultural)
1994 - Um Fausto + Ato V do Fausto Dois (Produção Sutil Companhia)
1993 - Baal Babilônia (Produção Sutil Companhia)
1992 - Faust
1991 - Esperando Godot

1986 - Meu Deus! Meu Deus é Ateu!